# Blågrå flugsnappare
Blågrå flugsnappare (Ficedula tricolor) är en asiatisk fågel i familjen flugsnappare inom ordningen tättingar.

## Kännetecken

### Utseende
Blågrå flugsnappare är en liten till medelstor (12,5-13 cm), slank skogslevande flugsnappare med kort näbb men lång stjärt. Hanen har mörkt skifferblå ovansida och huvudsidor, mycket vitt vid basen på svarta stjärten och ett blågrått bröstband. Grundfärgen undertill varierar från gråvit till beige beroende på underart. Honan är rätt karaktärslöst brun, lik honan skifferryggig flugsnappare men mörkare och varmare färgad ovan med rostfärgad stjärt och beigefärgad på tygel, ögonring och undersida.

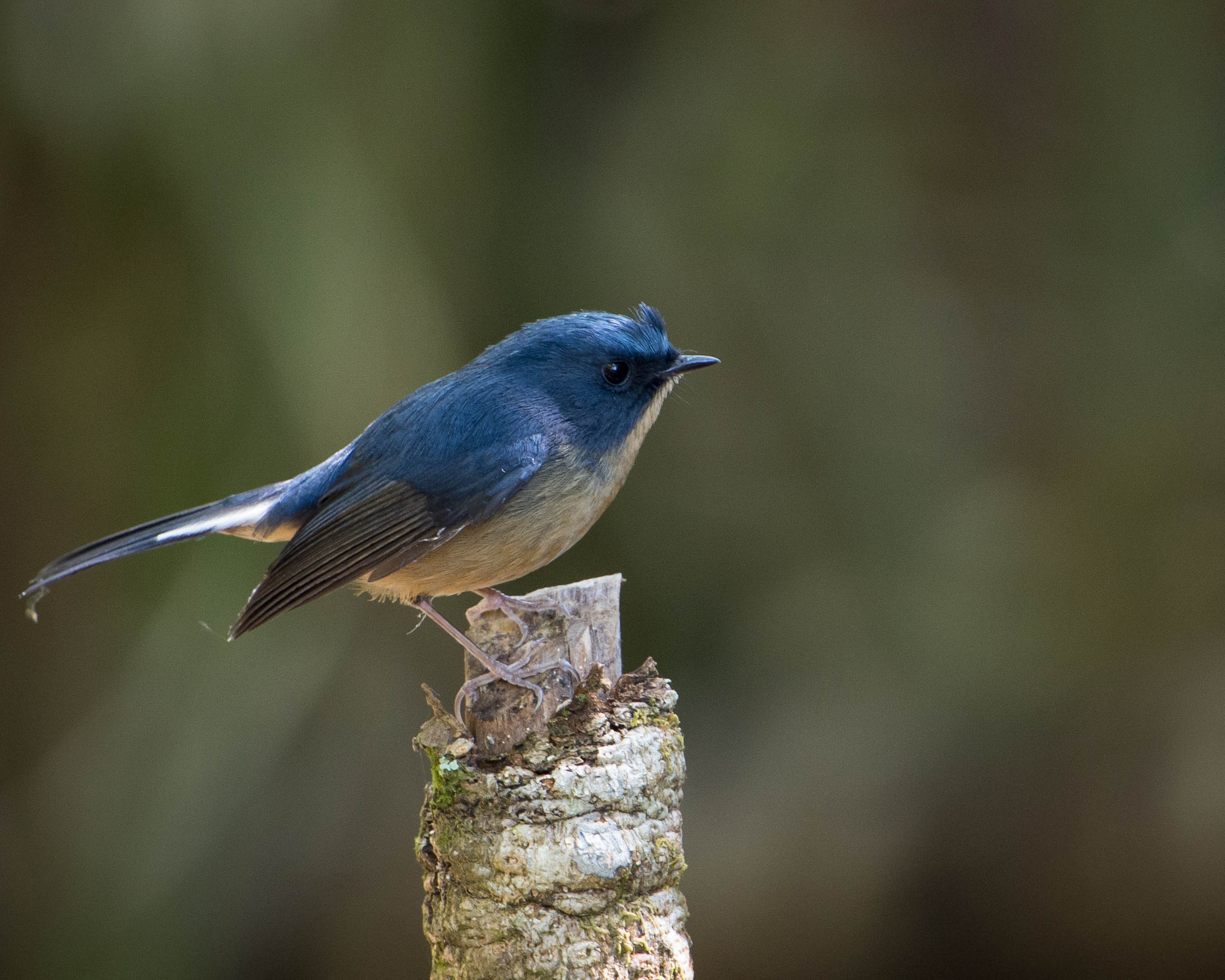
Hane.

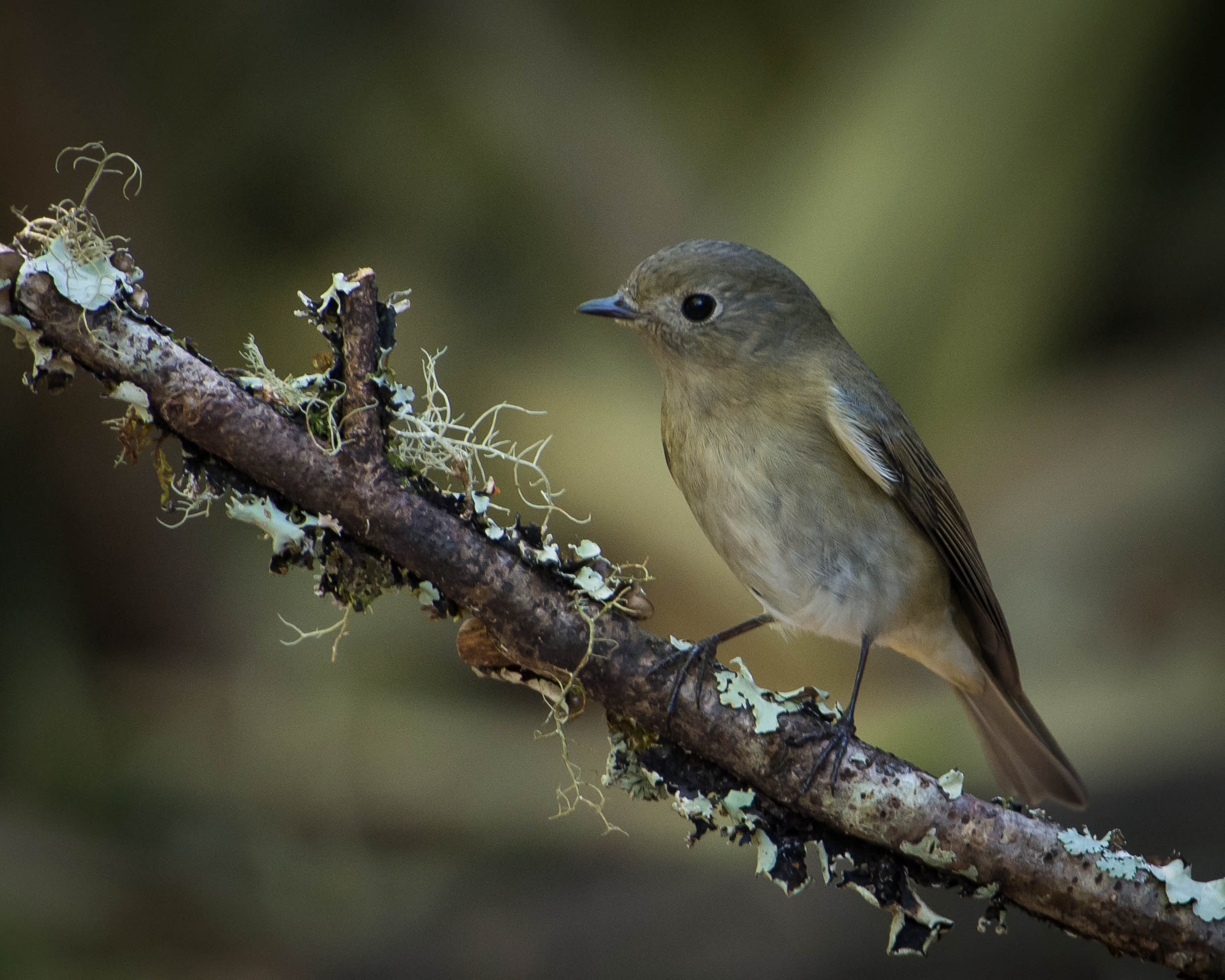
Hona.

### Läten
Sången består av tre till fyra mycket ljusa toner, den första utdragen, den andra kort och betonad och resten lågmälda och drillartade, återgett i engelsk litteratur som "chreet-chrr-whit-it". Bland lätena hörs vassa "tic" och rullande "trrri trrri trrri".

## Utbredning och systematik
Blågrå flugsnappare delas in i fyra underarter med följande utbredning:
- Ficedula tricolor tricolor – förekommer i Himalaya (från Kashmir till centrala Nepal)
- Ficedula tricolor minuta – förekommer i Himalaya (östra Nepal, sydöstra Tibet) och nordöstra Indien (Arunachal Pradesh)
- Ficedula tricolor cerviniventris – förekommer från norra Indien (Manipur Hills) till Myanmar (Chin Hills)
- Ficedula tricolor diversa – häckar i bergstrakter i södra och centrala Kina och flyttar till norra Indokina

## Levnadssätt
Blågrå flugsnappare häckar i subalpina buskmarker, framför allt med Viburnum nervosum, på mellan 1500 och 2565 meters höjd. Vintertid rör den sig till lägre regioner, ner till 610 meter över havet. Fågeln håller sig lågt och nära marken i tät växtlighet, i horisontell ställning och ofta med rest stjärt. Den lever av små ryggradslösa djur, helst skalbaggar, enkelfotingar och fjädermyggor.

### Häckning
Blågrå flugsnappare häckar från maj till juli i Indien. Boet är en liten skål av mossa, växtfibrer, fjädrar, djurhår och spindelväv som placeras i ett hål i en jordbank, ett träd eller bland stenar, upp till två och sällsynt sex meter ovan mark. Den lägger tre till fyra blekt skärvita ägg med små rödrosa fläckar.

## Status och hot
Arten har ett stort utbredningsområde och en stor population med stabil utveckling och tros inte vara utsatt för något substantiellt hot. Utifrån dessa kriterier kategoriserar internationella naturvårdsunionen IUCN arten som livskraftig (LC). Världspopulationen har inte uppskattats men den beskrivs som vanlig till ovanlig.